# Бљување
Бљување уопштено означава избацивање неке материје из тела у спољашњу средину кроз уста. Када се невољно и силовито избацује један део или цео садржај желуца тада говоримо о повраћању. Друго често значење односи се на митолошка бића која могу да бљују ватру, као на пример змај.